# Јунадила (Небраска)
Јунадила (енгл. Unadilla) град је у америчкој савезној држави Небраска.

## Демографија
По попису из 2010. године број становника је 311, што је 31 (-9,1%) становника мање него 2000. године.
| Група             | 2000.       | 2010.       |
| Белци             | 333 (97,4%) | 299 (96,1%) |
| Афроамериканци    | 0 (0,0%)    | 2 (0,6%)    |
| Азијати           | 0 (0,0%)    | 0 (0,0%)    |
| Хиспаноамериканци | 8 (2,3%)    | 2 (0,6%)    |
| Укупно            | 342         | 311         |